# ژاک مووت
ژاک مووت (انگلیسی: Jacques Mouvet؛ زادهٔ ۱۶ دسامبر ۱۹۱۲) ورزشکار بابسلد اهل بلژیک است.
وی در مسابقات کشوری و بین‌المللی در مجموع برندهٔ ۲ مدال نقره، ۱ مدال برنز شده‌است.